# 田沢湖町立生保内小学校潟分校
田沢湖町立生保内小学校潟分校（たざわこちょうりつ おぼないしょうがっこう かたぶんこう）は、秋田県仙北市田沢湖にあった生保内小学校の分校である。「おぼない」というのはアイヌ語で「深い川」を意味する。現在は、思い出の潟分校という名で一般公開されている。

## 沿革
- 1882年（明治15年）6月1日に、駒陽学校潟巡回授業所として創立。
- 1923年（大正12年）校舎が竣工。
- 1927年（昭和2年）体育館が竣工。
- 1974年（昭和49年）3月31日に廃校。巣立った児童は約400名。
- 2004年（平成16年）地元の人々の手で修復され、「思い出の潟分校」という名で一般公開された。

## 卒業生の進路
公立中学校の場合
- 田沢湖町立生保内中学校

## 所在地
- 〒014-1203仙北市田沢湖潟字一の渡226

## アクセス
- JR東日本秋田新幹線田沢湖駅から羽後交通田沢湖一周バスで20分、上田子ノ木下車、徒歩15分
- 田沢湖駅より車で約20分

## その他
- 観覧料は高校生以上1人300円、中学生以下1人150円（6歳未満は無料）
- 休校日:毎週火曜日（火曜が祝日の場合は翌水曜日）

（写真展やコンサートなどのイベントが行われることあり）